# Meg Cabot

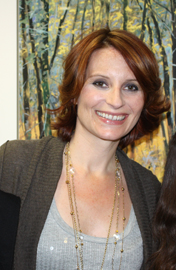
Meg Cabot

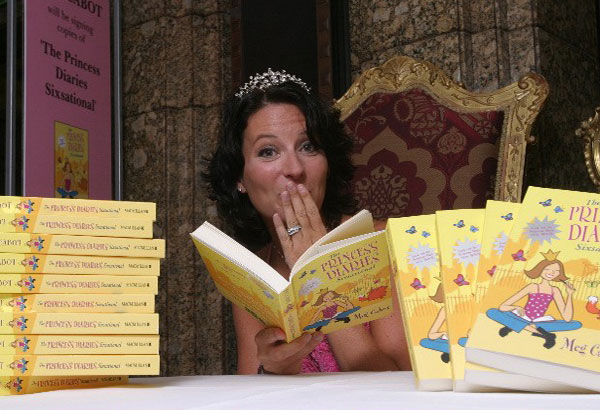
Meg Cabot, 2004

Meggin „Meg“ Patricia Cabot (* 1. Februar 1967 in Bloomington, Indiana; Pseudonyme auch Jenny Carroll und Patricia Cabot) ist eine US-amerikanische Autorin und Illustratorin.

## Leben
Nach ihrem Studium hoffte sie auf eine Karriere als Designerin in New York, jobbte währenddessen in einem Studentenwohnheim und schrieb nebenbei ihren ersten Roman. Cabot arbeitete nach ihrem Philologiestudium zunächst als Illustratorin, bevor sie unter dem Pseudonym Patricia Cabot einige historische Frauen-Romane schrieb. Inzwischen hat Meg Cabot mehr als vierzig Romane verfasst, darunter die erfolgreiche Jugendbuch-Reihe Plötzlich Prinzessin. Die Bücher Plötzlich Prinzessin sowie Power, Prinzessin wurden beide vom Regisseur Garry Marshall unter den Titeln Plötzlich Prinzessin und Plötzlich Prinzessin 2 verfilmt. Meg Cabot heiratete in einem kleinen Dorf in Italien; sie lebt mit ihrem Mann in New York City.

## Werke

### Kinder- und Jugendbücher
The Princess Diaries series (Prinzessin Mia-Reihe)
- 2000 The Princess Diaries, Volume I
  - Plötzlich Prinzessin, dt. von Katarina Ganslandt; Bertelsmann, München 2001, ISBN 3-570-12604-8.
- 2001 Volume II: Princess in the Sportlight
  - Power, Prinzessin, dt. von Katarina Ganslandt; Bertelsmann, München 2002, ISBN 3-570-12579-3.
- 2002 Volume III: Princess in Love
  - Prinzessin sucht Prinz, dt. von Katarina Ganslandt; Bertelsmann, München 2002, ISBN 3-570-12608-0.
- 2003 Volume IV: Princess in Waiting
  - Dein Auftritt, Prinzessin, dt. von Katarina Ganslandt; Bertelsmann, München 2003, ISBN 3-570-12756-7.
- 2003 Volume IV and 1/2: Project Princess
- 2003 Princess Lessons: A Princess Diaries Book
  - Plötzlich Prinzessin: Das ultimative Benimmbuch, dt. von Katarina Ganslandt; cbj, München 2006, ISBN 3-570-13185-8.
- 2004 Volume V: Princess in Pink
  - Prinzessin in Pink, dt. von Katarina Ganslandt; cbj, München 2004, ISBN 3-570-12757-5.
- Perfect Princess
  - Plötzlich Prinzessin: Das ultimative Handbuch, dt. von Katarina Ganslandt; cbj, München 2006, ISBN 3-570-13186-6.
- 2005 Volume VI: Princess in Training
  - Bühne frei, Prinzessin, dt. von Katarina Ganslandt; cbj, München 2005, ISBN 3-570-12758-3.
- 2005 Volume VI and 1/2: The Princess Present
- 2005 Holiday Princess
- 2006 Volume VII: Party Princess
  - Party, Prinzessin, dt. von Katarina Ganslandt; cbj, München 2006, ISBN 3-570-13184-X.
- 2006 Volume VII and 1/2: Sweet Sixteen Princess
- 2006 Volume VII and 3/4: Valentine Princess
- 2006 Volume VIII: Princess on the Brink
  - Keine Panik, Prinzessin!, dt. von Katarina Ganslandt; cbj, München 2007, ISBN 978-3-570-13351-4.
- 2007 Volume IX: Princess Mia
  - Peinlich, peinlich Prinzessin, dt. von Katarina Ganslandt; cbj, München 2008, ISBN 978-3-570-13014-8.
- 2009 Volume X: Forever Princess
  - Dein Herzensprinz, Prinzessin, dt. von Katarina Ganslandt; cbj, München 2009, ISBN 978-3-570-13492-4.
- 2015 Volume XI: Royal Wedding
- 2023 Volume XII: The Quarantine Princess

Olivia Grace series (Prinzessin Olivia-Reihe)
Spin-off der Serie um Prinzessin Mia.
- 2015 From the Notebooks of a Middle Schook Princess
  - Ich bin dann mal Prinzessin, dt. von Ilse Rothfuss; dtv, München 2018, ISBN 978-3-423-76198-7.
- 2016 Royal Wedding Disaster
  - Ich bin dann mal Prinzessin: Chaos, Kekse und königliche Cousinen, dt. von Ilse Rothfuss; dtv, München 2018, ISBN 978-3-423-76217-5.
- 2016 Royal Day Out
  - Ich bin dann mal Prinzessin: Mit Limousine zum Lunch, dt. von Ilse Rothfuss; dtv, München 2019, ISBN 978-3-423-43140-8. (E-Book)
- 2017 Royal Crush
  - Ich bin dann mal Prinzessin: Wie küsst man einen Prinzen?, dt. von Ilse Rothfuss; dtv, München 2019, ISBN 978-3-423-76267-0.
- 2018 Royal Crown

Allie Finkle’s Rules for Girls (Allie-Reihe)
- 2008 Moving Day
  - Vorhang auf für Allie, dt. von Anne Brauner; cbj, München 2009, ISBN 978-3-570-13528-0.
- 2008 The New Girl
  - Eine Freundin für Allie, dt. von Anne Brauner; cbj, München 2009, ISBN 978-3-570-13529-7.
- 2009 Best Friends and Drama Queens
  - Allie setzt sich durch, dt. von Anne Brauner; cbj, München 2009, ISBN 978-3-570-13530-3.
- 2010 Stage Fright
  - Allie kommt groß raus, dt. von Anne Brauner; cbj, München 2010, ISBN 978-3-570-13531-0.
- 2011 Glitter Girls and the Great Fake Out
  - Auf Allie ist Verlass, dt. von Anne Brauner; cbj, München 2011, ISBN 978-3-570-13532-7.
- 2012 Blast From the Past

The Mediator series (Susannah-Reihe)
- 2000 Shadowland
  - Susannah – Auch Geister können küssen, dt. von Yvonne Hergane; cbt, München 2008, ISBN 978-3-570-30197-5.
- 2001 Ninth Key
  - Susannah – Auch Geister haben hübsche Söhne, dt. von Yvonne Hergane; cbt, München 2009, ISBN 978-3-570-30198-2.
- 2001 Reunion
  - Susannah – Auch Engel sind gefährlich, dt. von Yvonne Hergane; cbt, München 2009, ISBN 978-3-570-30615-4.
- 2001 Darkest Hour
  - Susannah – Auch Geister lieben süße Rache, dt. von Yvonne Hergane; cbj, München 2010, ISBN 978-3-570-40014-2.
- 2003 Haunted
  - Susannah – Auch Geister können sich verlieben, dt. von Yvonne Hergane; cbj, München 2011, ISBN 978-3-570-40052-4.
- 2005 Twilight
  - Susannah – Auch Geister sind romantisch, dt. von Yvonne Hergane; cbj, München 2011, ISBN 978-3-570-40077-7.
- 2016 Proposal: A Mediator Novella
- 2016 Remembrance

1-800-WHERE-R-U series (als Jenny Carroll (Pseudonym)); (Geheimsache Jessica-Reihe)
- 2001 When Lightning Strikes
  - Geheimsache Jessica: Vom Blitz getroffen, dt. von Tanja Ohlsen; cbj, München 2005, ISBN 3-570-30201-6.
- 2001 Code Name Cassandra
  - Geheimsache Jessica: Supergirl in Not, dt. von Tanja Ohlsen; cbj, München 2006, ISBN 3-570-30202-4.
- Safe House, 2002
- Sanctuary, 2002
- Missing You, 2006

All-American Girl series (Samantha-Reihe)
- 2002 All American Girl
  - Samantha, total verliebt!, dt. von Katarina Ganslandt; Bertelsmann-Jugendbuch-Verlag, München 2004, ISBN 3-570-12744-3.
- 2005 Ready or Not: An All-American Girl Novel
  - Bleib cool, Samantha!, dt. von Katarina Ganslandt; cbj, München 2007, ISBN 978-3-570-13053-7.

Avalon High series (Avalon High-Reihe)
- 2005 Avalon high
  - Die Tochter von Avalon, dt. von Patricia Woitynek; Blanvalet-Verlag, München 2008, ISBN 978-3-442-24454-6.

Avalon High Coronation (Dreibändige Manga-Reihe):
- 2007 The Merlin Prophecy
- 2008 Homecoming
- 2009 Hunter’s Moon

Die Airhead trilogy (Plötzlich blond-Reihe)
- 2008 Airhead
  - Plötzlich blond, dt. von Katarina Ganslandt; cbj, München 2010, ISBN 978-3-570-13534-1.
- 2009 Being Nikki
  - Plötzlich blond 2: Neues von der Superbeauty wider Willen, dt. von Bettina Spangler; cbj, München 2011, ISBN 978-3-570-13535-8.
- 2010 Runaway
  - Plötzlich blond 3: Superbeauty in Gefahr, dt. von Bettina Spangler; cbj, München 2012, ISBN 978-3-570-13536-5.

The Abandon triology (Persephone und Hades-Reihe)
- 2011 Abandon
  - Jenseits, dt. von Michael Pfingstl; Blanvalet-Verlag, München 2013, ISBN 978-3-442-37967-5.
- 2011 Underworld
  - Underworld, dt. von Michael Pfingstl; Blanvalet-Verlag, München 2014, ISBN 978-3-442-26987-7.
- 2011 Awaken
  - Schattenliebe, dt. von Maike Claußnitzer; Blanvalet-Verlag, München 2014, ISBN 978-3-442-38033-6.

Sweet Romance
- 2002 Nicola and the Viscount
  - Nicola und der Baron, dt. von Heide Holst; cbj, München 2005, ISBN 3-570-30158-3.
- 2003 Victoria and the Rogue
  - Victoria und der Graf, dt. von Heide Holst; cbj, München 2006, ISBN 3-570-30162-1.

Einzel-Kinder- und Jugendromane
- 2004 Teen Idol
  - Jenny, heftig in Nöten, dt. von Katarina Ganslandt; cbj, München 2005, ISBN 3-570-12861-X.
- 2006 How to Be Popular
  - Wie man sich beliebt macht, dt. von Katarina Ganslandt; cbj, München 2008, ISBN 978-3-570-13209-8.
- 2006 Pants on Fire
  - Wer heimlich küsst, dem glaubt man nicht, dt. von Katarina Ganslandt; cbj, München 2013, ISBN 978-3-570-40167-5.
- 2007 Jinx
  - Jinx: Der verfluchte Liebeszauber, dt. von Katarina Ganslandt; cbj, München 2011, ISBN 978-3-570-40096-8.

### Erwachsenenromane
Boy series (New York Journal-Reihe)
- 2002 The Boy Next Door
  - Um die Ecke geküsst, dt. von Andrea Brandl; Blanvalet-Verlag, München 2010, ISBN 978-3-442-37541-7.
- 2004 Boy Meets Girl
  - Der will doch nur spielen, dt. von Claudia Geng; Blanvalet-Verlag, München 2011, ISBN 978-3-442-37567-7.
- 2004 Every Boy´s Got One
  - Aber bitte für immer, dt. von Claudia Geng; Blanvalet-Verlag, München 2012, ISBN 978-3-442-37568-4.
- 2016 The Boy is Back
  - Erste Liebe, zweite Chance, dt. von Claudia Geng; MIRA Taschenbuch Verlag, Hamburg 2017, ISBN 978-3-95649-713-1.

Heather Wells series (Heather Wells-Reihe)
- 2005 Size 12 is Not Fat
  - Darf´s ein bisschen mehr sein?, dt. von Eva Malsch; Blanvalet-Verlag, München 2007, ISBN 978-3-442-36630-9.
- 2006 Size 14 is Not Fat Either
  - Schwer verliebt, dt. von Margarethe van Pée; Blanvalet-Verlag, München 2007, ISBN 978-3-442-36834-1.
- 2007 Big Boned
  - Mord au chocolat, dt. von Eva Malsch; Blanvalet-Verlag, München 2009, ISBN 978-3-442-37137-2.
- 2012 Size 12 and Ready to Rock
  - Keine Schokolade ist auch keine Lösung, dt. von Claudia Geng; Blanvalet-Verlag, München 2014, ISBN 978-3-442-38220-0.
- 2013 The Bride Wore Size 12
  - Gibt es ein Leben nach der Torte?, dt. von Claudia Geng; Blanvalet-Verlag, München 2015, ISBN 978-3-7341-0022-2.

Queen of Babble series (Lizzie Nichols-Reihe)
- 2006 Queen of Babble
  - Aber bitte mit Schokolade!, dt. von Margarethe van Pée; Blanvalet-Verlag, München 2007, ISBN 978-3-442-36673-6.
- 2007 Queen of Babble in the big city
  - Naschkatze, dt. von Eva Malsch; Blanvalet-Verlag, München 2008, ISBN 978-3-442-36932-4.
- 2008 Queen of Babble Gets Hitched
  - Hokus Pokus Zuckerkuss, dt. von Eva Malsch; Blanvalet-Verlag, München 2009, ISBN 978-3-442-37201-0.

Insatiable series (Meena Harper-Reihe)
- 2010 Insatiable
  - Eternity, dt. von Margarethe van Pée; Blanvalet-Verlag, München 2010, ISBN 978-3-7645-0377-2.
- 2011 Overbite
  - Endless, dt. von Margarethe van Pée; Blanvalet-Verlag, München 2012, ISBN 978-3-7645-0446-5.

The Little Bridge Series
- 2019 Bridal Boot Camp
- 2019 No Judgments
- 2020 No Offense
- 2021 No Words

Historische Romane (als Patricia Cabot (Pseudonym))
- 1998 Where Roses Grow Wild
  - Die wilde Rose, dt. von Sonja Groneberg; Pavillon-Verlag, München 2003, ISBN 3-453-86870-6.
- 1999 Portrait of My Heart
  - Ein verräterisches Herz, dt. von Katharina Radtke; dp Digital Publishers, Stuttgart 2019, ISBN 978-3-96087-635-9. (E-Book)
- 1999 An Improper Proposal
  - Ein gewagtes Angebot, dt. von Katharina Radtke; dp Digital Publishers, Stuttgart 2019, ISBN 978-3-96087-652-6. (E-Book)
- 2000 A Little Scandal
  - Verbotenes Glück, dt. von Sonja Groneberg; Ullstein Verlag, München 2002, ISBN 3-548-25387-3.
- 2000 Lady of Skye
  - Stolze Herzen der Highlands, dt. von Katharina Radtke; dp Digital Publishers, Stuttgart 2022, ISBN 978-3-96817-107-4. (E-Book)
- 2001 Educating Caroline
  - Lehrstunden einer Lady, dt. von Britta Evert; Bastei Lübbe, Bergisch Gladbach 2003, ISBN 3-404-18655-9.
- 2002 Kiss the Bride
  - Ein Sehnen im Herzen, dt. von Britta Evert; Bastei Lübbe, Bergisch Gladbach 2004, ISBN 3-404-18671-0.

Historische Romane (als Meg Cabot)
- 2009 Ransom My Heart

### Weitere Werke
Einzelromane
- 2002 She Went All the Way
  - Perfekte Männer gibt es nicht, dt. von Eva Malsch; Blanvalet-Verlag, München 2009, ISBN 978-3-442-37200-3.

Comicromane
- 2019 Black Canary: Ignite (gezeichnet von Cara McGee)
  - Black Canary: Echt schrill!, dt. von Claudia Hahn; Panini Verlag, Stuttgart 2020, ISBN 978-3-7416-1852-9.

Kurzgeschichten
- 2000 The Christmas Captive (als Patricia Cabot)
- 2003 Girl´s Guide to New York through the Movies
- 2003 Kate the Great
- 2004 You Rock, Jen Greenley
- 2004 Party Planner
- 2005 Connie "Hunter" Williams, Psychic Teacher
- 2006 Allie Finkle´s Rules for Girls
- 2006 Reunion
- 2007 Cry, Linda, Cry: Judy Blume´s Blubber and The Cruelest Thing in the World
- 2007 The Exterminator´s Daughter
  - enthalten in: Bis in die Ewigkeit, dt. von Barbara Müller; Blanvalet-Verlag, München 2010, ISBN 978-3-442-37571-4.
- 2007 Ask Annie
- 2008 Another All-American Girl
- 2009 Where´s My Belt?
- 2009 Are You There, God? It´s Me, Margaret
- 2010 Legacy
- 2010 Every Girl´s Dream
- 2010 Princess Prettypants
- 2010 The Night Hunter
- 2011 Falling in Lust at the Jersey Shore
- 2011 The Protectionist
- 2012 Out of the Blue
- 2013 The Model and The Monster
- 2017 Beru Whitesun Lars